# عبد المحسن الأسطواني
عبد المحسن الأسطواني (1853- 1963 م)، عالم دين سوري، كان عضوًا في مجلس المبعوثان العثماني، تسلَّم أمانة الفتوى في دمشق، وعُيِّن رئيسًا لمجلس الشورى في سوريا من عام 1920 حتى 1924.

## ولادته ونشأته
ولِد عبد المحسن الأسطواني في دمشق لأُسرة عريقة اشتهر رجالها بالعِلم وتبوّؤا أرفع المناصب الدينية. درس على يد علماء دمشق ومنهم والده الشيخ عبد القادر الأسطواني والشيخ سليم العطار مُدرِّس صحيح البخاري في جامع سليمان باشا. عيَّنه المفتي محمود الحمزاوي أمينًا للفتوى بدمشق عام 1886، وحافظ على منصبه دون أي انقطاع طَوالَ سنوات الحرب العالمية الأولى. وفي عام 1914، انتُخب عضوًا في مجلس المبعوثان العثماني، ممثلًا عن مدينة دمشق.

## في العهد الفيصلي
بعد سقوط الحكم التركي بدمشق نهاية شهر أيلول عام 1918، شُكلت حكومة عربية برئاسة الأمير فيصل بن الحسين، نجل الشريف حسين بن علي، قائد الثورة العربية الكبرى. بايعه الأسطواني حاكماً عربياً على المدينة وبالمقابل عينه الشريف فيصل نائباً لرئيس مجلس الشورى عبد القادر مؤيد العظم. كان مجلس الشورى مُكلفاً بمراجعة القوانين ودراستها قبل رفعها إلى أمير البلاد لأخذ الموافقة عليها.

## في الحزب الوطني السوري
في عام 1919 انتسب عبد المحسن الأسطواني إلى الحزب الوطني السوري، الذي ظهر بعد الحرب العالمية الأولى وكان بقيادة أمير الحج الأسبق عبد الرحمن باشا اليوسف. ضم الحزب عدداً من عُلماء دمشق مثل الشيخ عبد القادر الخطيب، خطيب الجامع الأموي و الشّيخ تاج الدين الحسني، نجل المحدّث الأكبر في بلاد الشام، الشّيخ بدر الدين الحسني. نادى الحزب باستقلال سورية وبضمان وحدة أراضيها، كما دعا إلى نظام ملكي دستوري، تكون السلطة العليا فيه لمجلس نيابي مُنتخب، يمثل كافة الديانات في سورية.

## رئيسًا لمجلس الشورى
في تموز عام 1920، سقط العهد الفيصلي في دمشق بعد مواجهة عسكرية بين جيشه الصغير والقوات الفرنسية المتقدمة نحو العاصمة السورية من الساحل السوري. هُزم الجيش الوطني في معركة ميسلون وخُلع الملك فيصل عن العرش، ولكنه وقبل مغادرته دمشق، أعاد تشكيل مجلس الشورى، وعين عبد الرحمن باشا اليوسف رئيساً له، وهو صديق قديم للأسطواني، خَدم معه في مجلس المبعوثان وفي الحزب الوطني السوري. أعاد اليوسف تسمية الأسطواني نائباً له، ولكن مدَّة تولِّيه المجلس كانت قصيرة جدًّا، فقد اغتيل في قرية خربة غزالة في سهل حوران يوم 21 آب 1920. ثم خلَفَه الوجيه حقي العظم رئيسًا للمجلس، وبعد تكليف العظم برئاسة دولة دمشق في أيلول 1920، ذهب المنصب لعبد المحسن الأسطواني الذي حافظ عليه حتى عام 1924، عندما ألغت حكومة الانتداب الفرنسي مجلس الشورى في سورية.

## موقفه من قانون الأحوال الشخصية
في عام 1928، عين الأسطواني قاضياً شرعياً في دمشق في عهد الشّيخ تاج الدين الحسني، وفي نهاية عام 1936، كٌلف برئاسة محكمة التمييز الشرعية من قبل وزير العدل عبد الرحمن الكيالي. تزامن هذا التكليف مع محاولة فرنسا تمرير قانون جديد في سورية، ينص على تحويل كافة قضايا الأحوال الشخصية من المحاكم الشرعية إلى المحاكم المدنية، إلا فيما يتعلق بأمور الزواج والطلاق. اعترض الأسطواني على هذا القرار، وعلى المرسوم 60 الذي صدر بعده لإعادة تنظيم قانون الأحوال الشخصية في سورية. بموجب هذا القرار، سُمح لأي مواطن سوري بلغ سن الرشد أن يختار دينه وأن يتنقل بحرية من طائفة إلى أخرى، أو من دين إلى دين، دون إعلام مجلس الملّة أو الطائفة أو الكنيسة. وبموجبه أصبحت الدولة السورية وحدها مخولة بالموافقة على هذه التنقلات ومسؤولة عن حماية من يقوم بها. وسمح القانون لأي امرأة مسلمة أن تتزوج من مسيحي أو يهودي. بسبب الغليان الشعبي الذي أثاره الأسطواني، ظلّ هذا الموضوع معلقاً حتى نهاية عام 1938، عندما قبل به رئيس الحكومة جميل مردم بك، فثار الأسطواني عضباً عليه وحشد أعوانه ومريديه لإجهاضه وإسقاط الحكومة المردمية، مهدداً بعصيان مدني في طول البلاد وعرضها. شُكلت لجنة للنظر في القانون برئاسة مصطفى برمدا رئيس محكمة التمييز وتضم كل من عبد المحسن الأسطواني و الشّيخ كامل القصّاب والقاضي حنا مالك، وقرروا مجتمعين طي القرار إلى أجل غير مسمى.

## موقفه من العدوان الفرنسي عام 1945
كان للأسطواني موقف لافت خلال العدوان الفرنسي على مدينة دمشق يوم 29 أيار 1945، عندما دخل إلى الجامع الأموي ووجد المصلين يدعون على فرنسا وجيشها. صاح بهم بغضب: «المساجد للمُقعدين فقط، فليحمل كل واحد منكم سلاحه!»

## شاعراً في عهد الاستقلال
حافظ عبد المحسن الأسطواني على منصبه في محكمة التمييز حتى نهاية حياته، بعد أن تجاوز سن المئة، لأن قانون التقاعد في سورية لم يكن ينطبق على علماء الدين أو على الأئمة. كان يخطب في جامع البزورية ويقيم مجلس عِلم ضمّ العديد من الساسة والعلماء، عُرف باسم «مجلس الشيوخ.» 
وكان ينظم الشّعر التعليمي في أحكام المساجد وأبواب الوتر والنوافل وقضاء الفوائت وسجود السهو وجميع المسائل الفقهية التي يغلب عليها الجانب التحليلي العقلي. التزم في نظمه الأوزان الموروثة، مع ميله إلى التنويع في قوافيه، فقد جعل لكل بيت قافية وله في المطارحات الشعرية والإخوانيات. وفي عام 2000، جمعت قصائده بكتاب حمل عنوان زبدة الأقوال: نظم وشرح الفقير الفاني عبد المحسن الأسطواني صدر عن مطبعة الرازي بدمشق.

## وفاته
توفي عبد المحسن الأسطواني بدمشق عام 1963.